# I Know What Love Isn't
I Know What Love Isn't è il terzo album in studio del cantautore svedese Jens Lekman, pubblicato nel 2012.

## Tracce
Testi e musiche di Jens Lekman.
1. Every Little Hair Knows Your Name – 1:26
2. Erica America – 3:56
3. Become Someone Else's – 4:24
4. Some Dandruff on Your Shoulder – 3:41
5. She Just Don't Want to Be with You Anymore – 3:53
6. I Want a Pair of Cowboy Boots – 2:57
7. The World Moves On – 6:11
8. The End of the World Is Bigger than Love – 4:41
9. I Know What Love Isn't – 3:34
10. Every Little Hair Knows Your Name – 3:17